# Roman Novotný
Roman Novotný (né le 5 janvier 1986) est un athlète tchèque, spécialiste du saut en longueur.

## Carrière
Sa meilleure performance est de 8,21 m, réalisée en 2008 à Brno. Il atteint la finale des Jeux olympiques de Pékin et se classe huitième avec un bond à 8,00 m.

### Palmarès
| Date | Compétition                       | Lieu    | Résultat | Marque |
| ---- | --------------------------------- | ------- | -------- | ------ |
| 2007 | Universiade                       | Bangkok | 3e       | 7,88 m |
| 2008 | Jeux olympiques                   | Pékin   | 7e       | 8,00 m |
| 2009 | Championnats d'Europe par équipes | Leiria  | 4e       | 7,88 m |
| 2011 | Championnats d'Europe en salle    | Paris   | 8e       | 7,66 m |

### Records
| Épreuve      | Performance | Lieu   | Date            |
| ------------ | ----------- | ------ | --------------- |
| En plein air | 8,49 m      | Brno   | 22 juillet 2008 |
| En salle     | 8,05 m      | Prague | 26 février 2009 |